# El camino de Francia
El camino de Francia (Le Chemin de France) es una novela escrita por el francés Julio Verne prepublicada en el diario Le Temps desde el 31 de agosto hasta el 30 de septiembre de 1887 y publicada en un tomó el 3 de octubre del mismo año. Es un libro de aventuras en territorio civilizado, que muestra la travesía de una familia desde Prusia hasta Francia en medio de los rumores de guerra.

## Argumento
Natalis Delpierre, un capitán del ejército francés, hace un recuento sobre sus experiencias de la visita a su hermana Irma en el verano de 1792. En aquel entonces, su hermana vivía en Prusia al servicio de la señora Keller y de su hijo Juan. La época de la visita coincide con los rumores de un posible enfrentamiento armado entre Francia y Alemania. Cuando se desata la guerra, Juan es obligado a unirse al ejército prusiano y combatir a las órdenes del hombre que es su rival en amores. Ambos ansían conquistar el corazón de la señorita Marta de Lauranay. Poco después, ella, su abuelo, Irma y Natalis son obligados a abandonar Prusia y marchar a Francia.

## Personajes
- Natalis Delpierre:

Soldado del ejército francés. Es el personaje principal de la historia, siendo él mismo quien la cuenta.
- Juan Keller:

Joven de nacionalidad alemana, hijo de la señora Keller. Ama a la señorita Marta, con la que proyecta casarse.
- Señora Keller:

Madre de Juan. Ambos viven en Alemania, junto a Irma, la hermana de Natalis.
- Marta de Lauranay:

Nieta del señor de Lauranay y prometida de Juan Keller. Es de nacionalidad francesa.
- Irma Delpierre:

Hermana de Natalis. Vive en Alemania sirviendo en la casa de los Keller, donde recibe la visita de su hermano.
- Señor de Lauranay:

Abuelo de la señorita Marta. Es de origen francés, aunque vive en Alemania junto a su nieta.
- Frantz von Grawert:

Alemán. Hijo del coronel von Grawert. Pretende conquistar a la señorita de Lauranay, por lo que se convierte en rival de Juan Keller.
- Coronel von Grawert:

Jefe del regimiento de Lieb y padre de Frantz.
- R. G. von Melhis:

Uno de los oficiales del regimiento de Lieb. Es amigo de Frantz.
- Kallkreuth:

Jefe del departamento de policía de la localidad de Belzingen.
- Buch:

Alemán, residente en Belzingen. Debido a ciertas circunstancias, sale junto con sus dos hijos en persecución de Juan Keller.
- Hans Stenger

Campesino francés.
- Ludwig Pertz

Uno de los soldados del regimiento de Lieb. Este hombre, que sólo interviene al final de la historia, posee la clave para la salvación de uno de los personajes.

## Capítulos
Los capítulos de este libro no tienen título: sólo están numerados del I al XXV.